# Laurent Courtois
Laurent Courtois   (Lió, 11 de setembre de 1978) és un exfutbolista professional francès, que ocupava el lloc de migcampista. Va militar en diversos equips del seu país, així com el West Ham United FC anglès i al Llevant UE de València.